# Łojki (obwód grodzieński)
Łojki (biał. Лойкі; ros. Лойки) – agromiasteczko na Białorusi, w obwodzie grodzieńskim, w rejonie grodzieńskim, w sielsowiecie Sopoćkinie.
W dwudziestoleciu międzywojennym wieś leżała w Polsce, w województwie białostockim, w powiecie augustowskim.